# Francesco Sforza
Francesco Sforza (Cigoli, 23 luglio 1401 – Milano, 8 marzo 1466) fu, tra i duchi di Milano, il primo appartenente alla dinastia degli Sforza.
Valente condottiero di compagnia di ventura, per anni Francesco Sforza combatté al servizio dei vari principati italiani, dal Regno di Napoli allo Stato della Chiesa, per giungere infine alla corte del duca di Milano Filippo Maria Visconti. Nel ventennale servizio presso quest'ultimo, lo Sforza dovette destreggiarsi tra gli intrighi organizzati dal duca medesimo, invidioso e sospettoso della popolarità e delle abilità militari del suo capitano di ventura.
Nel 1441, Francesco giunse a sposare la figlia del duca, Bianca Maria, divenendo il principale candidato alla successione del potentato milanese. Tuttavia, alla morte di Filippo Maria avvenuta nel 1447, Milano insorse proclamando la Repubblica, destinata a indebolirsi progressivamente a causa dell'influenza politica e militare che lo Sforza stesso riuscì a esercitare sul popolo milanese.
Dopo essere asceso al rango ducale nel 1450 ed essere stato legittimato davanti ai milanesi come consorte dell'ultima esponente dei Visconti, Francesco Sforza fu il principale artefice della pace di Lodi tra gli Stati italiani e della rinascita politica, economica e artistica del Ducato di Milano dopo decenni di instabilità, guadagnandosi la stima e l'ammirazione dei suoi contemporanei e di Niccolò Machiavelli.

## Biografia

### Infanzia

Stemma originario degli Sforza (Muzio Attendolo). D'azzurro, al leone d'oro, armato e lampassato di rosso, tenente con le zampe anteriori un cotogno del campo, gambuto e fogliato di verde.

Figlio illegittimo del condottiero Giacomo Attendolo (detto "Muzio" e anche Sforza) e di Lucia Terzani da Torgiano, Francesco Sforza passò la sua infanzia tra Firenze e la corte ferrarese di Niccolò III d'Este. Presso quest'ultimo signore, Francesco ebbe tra i suoi maestri il grande umanista Guarino dei Guarini detto "il Veronese", ricevendo così un'ottima educazione. Successivamente seguì il padre a Napoli dove, all'età di undici anni (dicembre 1412), venne nominato conte di Tricarico da re Ladislao I di Napoli e quindi armato cavaliere.

### Primo matrimonio
Il "conticello" (così fu chiamato in napoletano Francesco dopo l'investitura), che a partire dal 1417 aveva ottenuto anche il possesso della contea di Ariano e di alcuni altri territori, sposò quindi Polissena Ruffo, una nobile calabrese del ramo di Montalto e vedova del cavaliere francese Giacomo di Mailly che possedeva molte terre, specie nel cosentino. Il matrimonio si celebrò il 23 ottobre del 1418 a Rossano: la sposa portò in dote i territori di Paola, il principato di Rossano, Cariati, Calimera, Caccuri, Montalto, Policastro e altri feudi che furono affidati all'amministrazione di Angelo Simonetta oltre a 20 000 ducati d'oro con i quali Francesco acquistò i feudi di Briatico e Mesiano. Nel 1420 Polissena morì poco tempo dopo aver dato alla luce (1419) la figlia Antonia Polissena, destinata a morire in fasce assieme alla madre, forse entrambe avvelenate. Francesco Sforza, dopo un anno di residenza in Calabria, lasciò quella terra per mettersi al servizio del padre.

### Da Napoli a Milano

#### Guerra di successione al trono di Napoli (1419-1424)
Dal 1419, poco dopo la nascita della figlia, il diciottenne Francesco fu chiamato dal padre (all'epoca al servizio di papa Martino V) a combattere in Tuscia contro Braccio da Montone, potente capitano di ventura che ostacolava il pontefice nel riacquisire la sovranità sui territori dello Stato Pontificio. Francesco, per ordine del padre, sferrò un attacco notturno a sorpresa contro le truppe di Braccio da Montone che si erano accampate poco fuori di Viterbo. Nella confusione, malgrado l'intervento di comandanti esperti come il Niccolò Piccinino e Angelo Tartaglia, riuscì a catturare 562 cavalieri bracceschi tra cui molti capitani che furono poi liberati.
Messisi così direttamente al servizio del pontefice, Francesco e Muzio si adoperarono per la difesa del trono di Napoli contro le mire di Alfonso V d'Aragona, erede proposto dalla regina Giovanna II, il quale era contrastato da Luigi d'Angiò, candidato del pontefice. Nell'estate del 1421 Francesco si recò insieme con un grande seguito di capitani di ventura in Calabria quale viceré per conto di Luigi d'Angiò al fine di sottomettere i signori locali. Il sovrano donò allo Sforza i feudi di Rende, Domanico, Mendicino, Carolei, San Fili, Arcanadoga e Marturmio per sdebitarsi di metà dell'enorme debito di 200 000 ducati che aveva nei suoi confronti. Francesco riuscì a sottomettere il cosentino ma non appena giunse la falsa notizia che suo padre era morto, quasi tutti i capitani di ventura al suo seguito passarono al servizio di Giovanni Lessera, luogotenente in Calabria per conto di Alfonso V. Muzio si recò a Rende fornendo al figlio altri quattrocento cavalieri con i quali Francesco, grazie anche all'appoggio di Ludovico Sanseverino, sottomise di nuovo quelle terre perdonando i capitani che lo avevano tradito.

#### Guerra dell'Aquila
Il 4 gennaio 1424 Muzio giunse con il suo esercito nei pressi della foce del Pescara e s'avvide che i bracceschi ne ostacolavano il guado. Decise lo stesso di tentare l'impresa e insieme a sette suoi capitani (tra cui il figlio Francesco) e quattrocento uomini si apprestò a passare il fiume. Col passare del tempo, tuttavia, le acque si gonfiarono a causa del mascheretto. Mentre si trovava ancora in mezzo alle acque, s'avvide di un giovane portabandiera che stava per annegare e tentando di salvarlo fu sbalzato da cavallo con l'armatura indosso e annegò. Il suo corpo non fu mai ritrovato. Presto la triste notizia giunse a Francesco che con grande animo guadò di nuovo il fiume e, riunitosi con il resto dell'esercito, tenne un discorso esortando i soldati a restargli fedeli. Questi lo acclamarono quale nuovo comandante in luogo del padre malgrado avesse solo ventitré anni. Francesco concluse la guerra contro gli aragonesi nel giro di pochi mesi. Riconquistò infatti Napoli nell'aprile del medesimo anno in seguito al tradimento del comandante militare di Alfonso d'Aragona Jacopo Caldora; guidò quindi le truppe paterne contro Braccio, portandole alla vittoria nella battaglia dell'Aquila (il 2 giugno 1424, ultimo episodio della guerra dell'Aquila), assicurando così alla regina Giovanna, che nel frattempo aveva rotto l'alleanza con Alfonso d'Aragona e si era avvicinata a Luigi d'Angiò, il controllo definitivo del Regno.

#### Intermezzo pontificio (1424-1425)
Messa al sicuro l'Italia meridionale dalle ambizioni aragonesi, Francesco Sforza fu assoldato direttamente da Martino V nella lotta contro Corrado Trinci, signore di Foligno il quale, proseguendo la politica di Braccio, impediva al pontefice di riportare l'autorità papale sui territori dello Stato della Chiesa. Francesco ne vinse la debole resistenza riportando Foligno sotto l'obbedienza pontificia.

### Al servizio di Filippo Maria Visconti (1425-1447)

#### Battaglia di Maclodio e prima caduta in disgrazia (1425-1429)

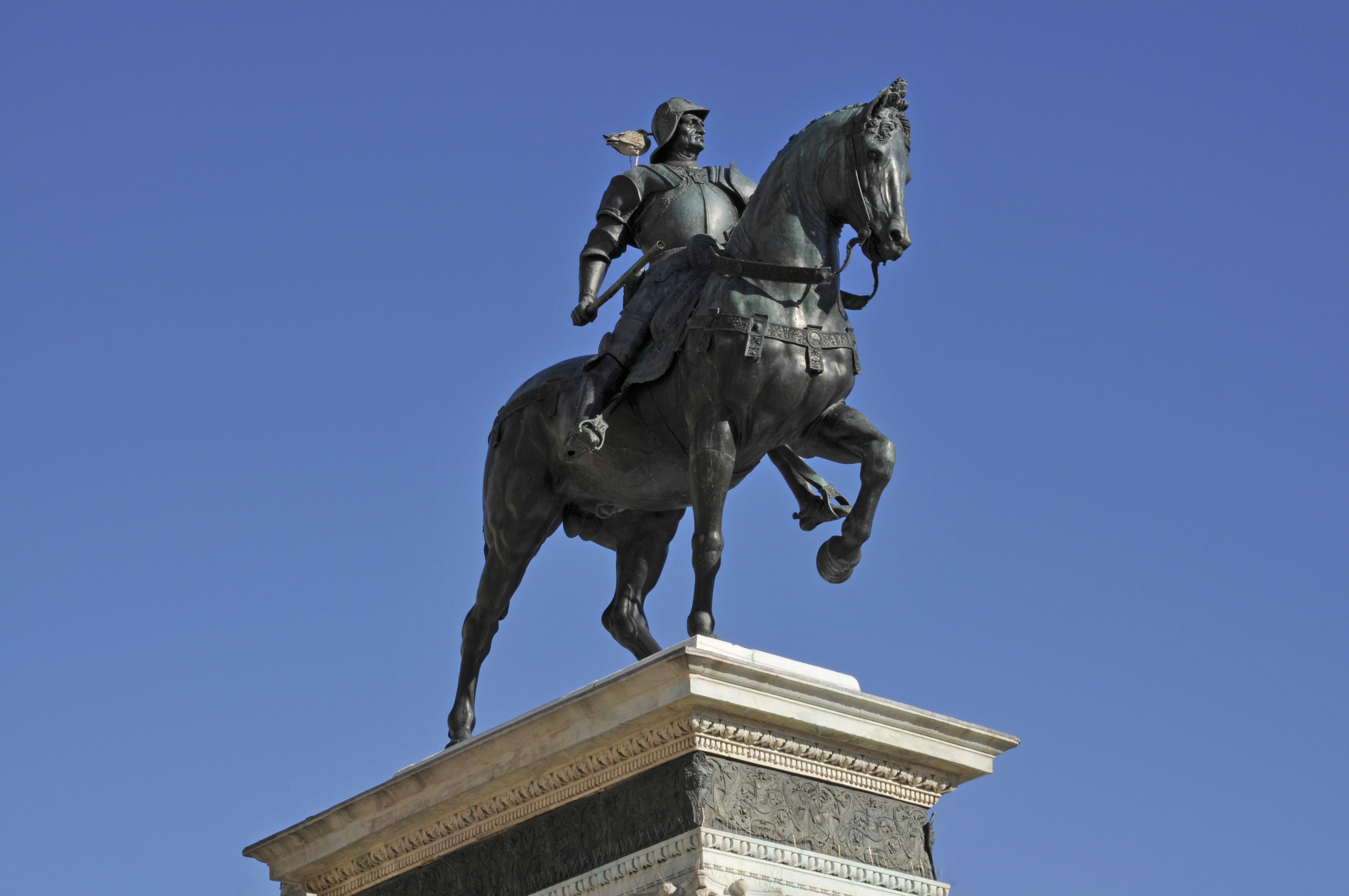
Andrea del Verrocchio, Statua equestre di Bartolomeo Colleoni, Venezia. In questa statua il Verrocchio raffigurò l'artefice della prima sconfitta militare dello Sforza.

Nell'agosto del 1425 Francesco si mise al servizio del duca di Milano Filippo Maria Visconti. Questi all'epoca era in lotta contro la Repubblica di Firenze e la Repubblica di Venezia, le due principali potenze italiane che cercavano di impedire al Signore di Milano di ricreare il vastissimo dominio territoriale costruito a suo tempo dal padre, Gian Galeazzo Visconti. Il Carmagnola, comandante dell'armata ducale, aveva da poco lasciato la carica in seguito a dissidi insorti con il duca e fomentati da alcuni suoi detrattori ed era diventato capitano generale dell'esercito della Repubblica di Venezia. Filippo Maria si rivolse pertanto allo Sforza, proponendogli oltre all'indipendenza dagli ordini del luogotenente delle forze ducali, Angelo della Pergola, un contratto di condotta di cinque anni, con il quale il capitano di ventura si impegnò inizialmente a combattere contro Firenze per la conquista di Forlì al comando di 1 500 cavalieri e 300 fanti.

#### Rivolta di Brescia
Le mire espansionistiche di Filippo Maria preoccuparono però gli altri potentati italiani, allargando così l'alleanza antiviscontea anche alla Repubblica di Genova, a Ferrara, a Mantova, a Siena, alla Savoia e alla Sicilia, coalizione che dichiarò guerra a Milano il 27 gennaio 1426. Filippo inviò un esercito di cinquemila fanti e trecento cavalieri al comando di Niccolò Terzi contro i ribelli genovesi guidati da Tommaso di Campofregoso ma fu pesantemente sconfitto nella battaglia di Sestri Levante dove ebbe 700 morti e 1 200 prigionieri. Dopo essersi mantenuti neutrali per qualche tempo, i veneziani, convinti dai fiorentini, scesero in guerra contro il Visconti.
Questo provocò una sollevazione capitanata dagli Avogadro nella città di Brescia che si offrì alla Repubblica di Venezia aprendo le porte ai soldati del Carmagnola. I bresciani non riuscirono però a catturare la rocca e le fortificazioni che rimasero nelle mani del luogotenente ducale Oldrado da Lampugnano. Francesco fu inviato dal duca di Milano a sottomettere la città. Lo Sforza ricongiunse con l'esercito a Montichiari, rafforzò i presidi delle fortezze bresciane e ingaggiò il Carmagnola in una serie di scontri minori per impedirgli di ottenere il pieno possesso della città. Filippo Maria richiamò le truppe viscontee di stanza in Romagna e in Toscana per supportare lo Sforza ma il loro arrivo venne ritardato dal duca di Ferrara. Quando finalmente giunsero nel bresciano, lo Sforza cercò di convincere le guarnigioni delle fortezze di Brescia ad attaccare la città al fine di catturarla al più presto ma non fu ascoltato. In breve i veneziani ricevettero sempre più rinforzi sia dal Veneto sia dai fiorentini che inviarono un esercito di 4 000 fanti e 2 000 cavalieri al comando di Niccolò da Tolentino portando il totale degli effettivi a trentamila uomini contro i ventitremila dello Sforza. Il Tolentino ordinò la realizzazione di una lunga e profonda fossa che isolò definitivamente la rocca dall'esercito visconteo. Dopo tredici mesi di assedio, Antonio da Landriano rese la rocca ai veneziani.

#### Disfatta di Maclodio
Un anno dopo l'apertura delle ostilità Francesco Sforza, indebolito dalle sconfitte militari di Brescello (20 maggio) e dalla distruzione della flotta viscontea del Po (7 agosto), affrontò il luogotenente delle forze venete, Bartolomeo Colleoni, nella battaglia di Maclodio (12 ottobre 1427), dalla quale le forze ducali uscirono sconfitte, costringendo Filippo Maria a rinunciare alle città strategiche di Brescia e di Bergamo. L'esito della battaglia incrinò i rapporti tra il duca e lo Sforza, i quali peraltro non erano mai stati buoni a causa della differenza di carattere e per il carisma di cui era dotato il condottiero. Infatti, con una scusa, Francesco fu relegato a Mortara (località tra il Ticino e il Po) tra il 1428 al 1429, con l'ordine di rimanervi a tempo indeterminato.

#### Altre spedizioni militari e Bianca Maria (1430-1435)

##### Spedizione contro Lucca (estate 1430)
Volgendo al termine il contratto di condotta, Filippo Maria lasciò libero lo Sforza, nell'estate del 1430, che poté così recarsi a Lucca per assicurare il potere a Paolo Guinigi e scacciare il capitano filo-fiorentino Niccolò Fortebraccio. La spedizione, nonostante fosse un'apparente iniziativa di Francesco, in realtà era un'impresa voluta segretamente dal Duca di Milano per bloccare l'avanzata dell'influenza fiorentina in terra toscana e rafforzare gli alleati viscontei in quella regione. Nonostante Paolo Guinigi fosse stato salvato dall'intervento militare dello Sforza, però, il signore di Lucca fu detronizzato, nella notte tra il 14 e il 15 agosto, da una rivolta interna alla città. La caduta del Guinigi risultò inaspettata, in quanto la salvezza militare dello Sforza avrebbe dovuto in teoria rassicurare la posizione del Guinigi stesso, mentre invece fu lui stesso poi a decretarne la caduta. I sospetti del colpo di Stato ricaddero anche sul duca di Milano in quanto Filippo Maria, di natura misantropo e tendente agli intrighi, si mise d'accordo con Antonio Petrucci (cancelliere di Guinigi) per farlo cadere dal rango di signore di Lucca. Paolo Guinigi fu pertanto portato a Pavia in catene come prigioniero, morendovi due anni dopo.

##### Fidanzamento con Bianca Maria Visconti (1432)

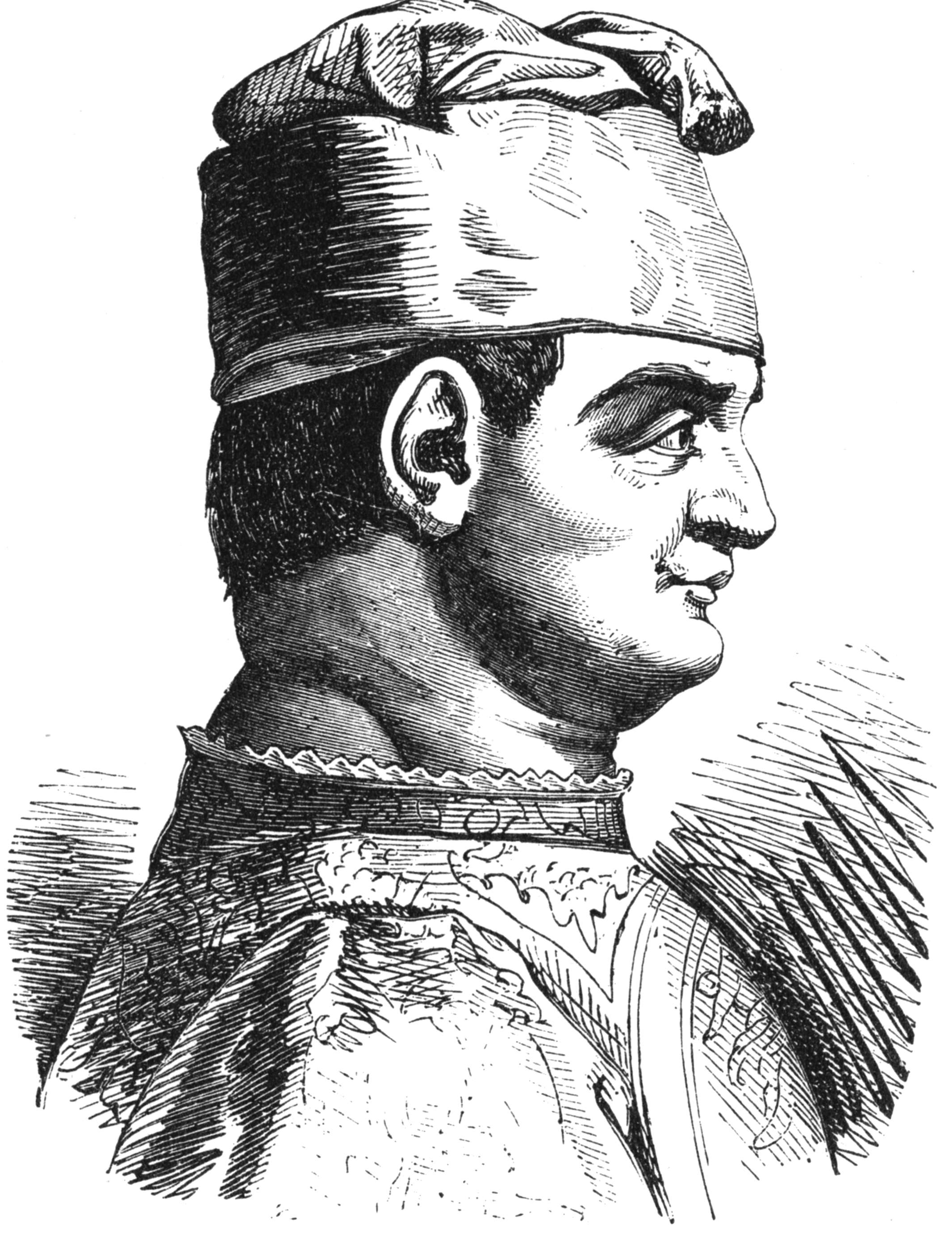
Filippo Maria Visconti, l'ultimo duca visconteo di Milano col quale lo Sforza ebbe sempre un rapporto altalenante e ambiguo

Ritornato dall'impresa di Lucca, Francesco si ritirava a Mirandola, in attesa di nuovi ordini. Per mantenere il condottiero sotto il proprio controllo (Venezia, richiamata in guerra dai fiorentini, auspicava che lo Sforza si mettesse al suo servizio), Filippo Maria lo rimise a capo delle sue truppe sconfiggendo, insieme al Piccinino e a Niccolò da Tolentino, i veneziani nella battaglia navale di Cremona, e gli offrì in sposa la figlia Bianca Maria. Questa all'epoca aveva solo cinque anni e, anche se ufficialmente legittimata dall'imperatore Sigismondo, era estromessa dalla successione al ducato: pertanto Filippo Maria usò la figlia come pedina politica da dare in sposa al condottiero o politico più potente di turno. Francesco accettò la proposta, probabilmente attratto dall'anticipo della dote che consisteva nelle terre di Cremona, Castellazzo Bormida, Bosco Marengo e Frugarolo. Il contratto di fidanzamento venne ratificato il 23 febbraio 1432 presso il castello di Porta Giovia, residenza milanese dei Visconti, e, da quel momento in poi, Francesco si firmò sempre col nome di Francesco Sforza Visconti, nel tentativo di sottolineare il suo legame con la dinastia regnante.

##### Spedizione nelle Marche
Gli anni 1433-1435 videro lo Sforza impegnato in una nuova grande campagna militare, questa volta contro il Papato. Infatti Filippo Maria, intenzionato come sempre a riprendere in mano i territori paterni, approfittò della crisi in cui versava il nuovo papa Eugenio IV (1431-1447) a causa delle diatribe del Concilio di Basilea, che mettevano in dubbio l'assolutismo papale e la stessa legittimità di Eugenio quale pontefice. Lo Sforza ebbe la meglio sulle deboli forze papali, conquistando in sole tre settimane Jesi, Osimo, Fermo, Recanati, Ascoli e poi Ancona, affidandone la gestione al calabrese Angelo Simonetta e minacciando così i restanti territori pontifici.
Di fronte alla minaccia di perdere anche il potere temporale, Eugenio decise di riconoscere la validità del Concilio, aprendo nel contempo le relazioni con l'imperatore Sigismondo. Grazie all'autorevole intermediario, Eugenio si salvò dalla catastrofe nominando lo Sforza «marchese perpetuo di Fermo, vicario per cinque anni di Todi, Toscanella, Gualdo e Rispampani, nonché gonfaloniere della Chiesa».

#### Al servizio della lega antiviscontea (1436-1440)
Avuti così in feudo i territori conquistati, Francesco si dichiarò disciolto dai vincoli di fedeltà che lo legavano a Milano e passò dalla parte dei nemici del Visconti. Filippo Maria, al quale già da qualche tempo «parve che il suo condottiere diventasse troppo forte e lo giudicò disobbediente ai suoi ordini di piegare il Papa veneziano dal quale temeva un rafforzamento della potenza di Venezia», poté dichiararlo "fellone" pubblicamente e cercò di scalzarlo inutilmente dai domini marchigiani. Lo Sforza fu così assoldato, mentre si trovava a Santa Gonda, il 27 novembre 1436 dalla solita lega antiviscontea formatasi a Firenze (cui aderirono il Papa e Venezia), città ove Francesco strinse rapporti amichevoli con Cosimo de' Medici. Nonostante avessero al loro servizio uno dei migliori condottieri del tempo, gli alleati si disunirono sulle manovre militari da compiere contro Milano: Venezia intendeva portare la guerra nella Pianura Padana (dove voleva conquistare definitivamente Brescia), mentre Firenze preferiva rivolgere le forze della coalizione contro l'agognata città di Lucca.
I dissidi interni furono acuiti dalle trattative segrete che Francesco Sforza portò a termine con Filippo Maria, quest'ultimo desideroso di sgretolare all'interno la già debole impalcatura diplomatica della lega: lo Sforza, difatti, promise al duca che non avrebbe portato le sue truppe di là dal Po. Questo doppio gioco dello Sforza era dettato dalla volontà di non inimicarsi del tutto il lunatico duca, facendogli capire che avrebbe abbandonato la lega se Filippo Maria gli avesse concesso definitivamente il fidanzamento con Bianca Maria. Il 28 marzo 1438 il Duca di Milano infatti rinnovò al capitano di ventura l'offerta di matrimonio, ma un nuovo capovolgimento di umori verso lo Sforza (con una scusa, Filippo Maria disse che Bianca era ammalata e non si poteva subito procedere alle trattative), spinsero Francesco ad abbracciare nuovamente la causa antiviscontea accettando l'incarico di guidare le forze venete e fiorentine (febbraio 1439).

#### Riconciliazione con il Duca e il matrimonio con Bianca Maria (1441-1447)

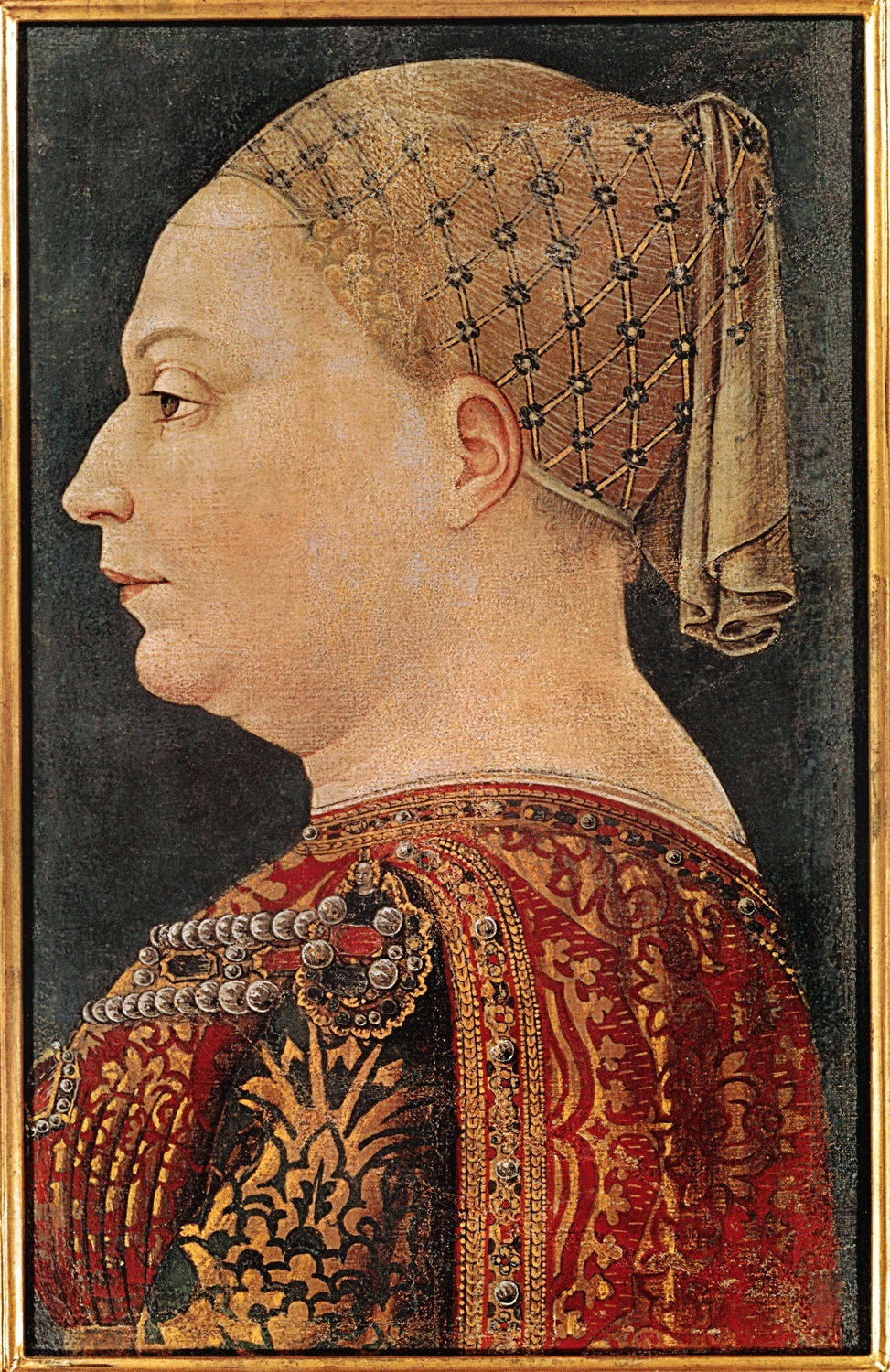
Bonifacio Bembo, Francesco Sforza e Bianca Maria Visconti, particolare con Bianca Maria, metà XV secolo, tempera su pannello, Pinacoteca di Brera

Nel 1440 lo Sforza, privato nel Regno di Napoli dei suoi feudi occupati da Alfonso I di Napoli, dovette riconciliarsi col Visconti, che nel frattempo subiva pressioni politiche e ricatti da parte di Niccolò Piccinino e si trovava in pessime condizioni economiche nella guerra contro Venezia, il cui capitano era proprio lo Sforza.
Filippo Maria fu quindi costretto definitivamente a dare in sposa la figlia Bianca Maria allo Sforza, col fine di avere al suo servizio un valente capitano. A suggello di questa nuova alleanza, pertanto, il 25 ottobre 1441 lo Sforza poté finalmente sposare a Cremona Bianca Maria. L'irrequieto duca, però, continuava a non fidarsi del genero: per cercare di eliminare questo pericoloso congiunto, Filippo Maria commissionò l'omicidio di Eugenio Caimo (colui che aveva organizzato il matrimonio), mise sotto assedio Cremona, che Sforza aveva ricevuto in dote dalla moglie, e promise al papa Eugenio IV la riconquista dei territori delle Marche che aveva perduto, riuscendo ad attirare nella sua orbita anche Alfonso V d'Aragona (30 novembre 1442).
Francesco si mosse verso l'Italia meridionale, ma subì alcuni rovesci militari; si rivolse quindi contro Niccolò Piccinino, che da tempo aveva occupato i suoi territori in Romagna e Marche, e lo sconfisse a Monteluro l'8 novembre del 1443, grazie anche all'aiuto di Venezia e di Sigismondo Pandolfo Malatesta (che aveva sposato una figlia illegittima di Francesco, Polissena). Nel frattempo, Francesco aveva riallacciato i rapporti con il suocero, il quale voleva sì umiliare Francesco, ma non distruggerlo, tanto da aiutarlo a fronteggiare la coalizione anti-sforzesca da lui stesso creata e formata da Napoli e dal Papa. Lo Sforza successivamente combatté anche contro il figlio del Piccinino, Francesco, che sconfisse nella battaglia di Montolmo (1444).

### Ascesa al potere (1447-1450)

#### Proclamazione della Repubblica Ambrosiana

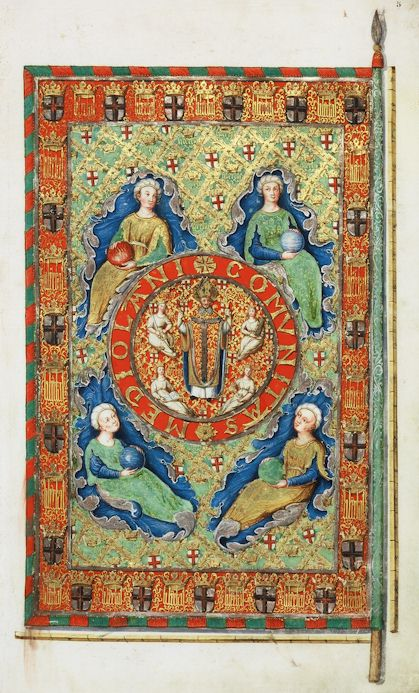
Vessillo della Repubblica Ambrosiana, copia realizzata nel 1649 da un originale perduto

Il 13 agosto 1447 Filippo Maria morì, in completa solitudine, nel suo castello di Porta Giovia a Milano. La mancanza di eredi legittimi che potessero succedere al defunto duca spinse i milanesi a proclamare le antiche libertà comunali, ricostruite sotto l'egida del simbolo della libertà comunale milanese, vale a dire il patrono Sant'Ambrogio. Mentre a Milano veniva proclamata la cosiddetta Repubblica Ambrosiana, con a capo Manfredo da Rivarolo de' conti di San Martino in qualità di podestà, Francesco si trovava alla guida delle sue truppe a Cremona. Era necessario da parte dei nuovi governanti conquistarsi le armi dello Sforza, per evitare che quest'ultimo si impadronisse della capitale e pertanto del potere.
Assoldato dai nuovi signori della città con delle offerte molto vantaggiose il 3 di settembre, Francesco condusse tra il 1447 e il 1448 nuove imprese militari contro la Repubblica di Venezia, la quale stava cercando di approfittare del caos politico in cui versava il nuovo governo repubblicano per conquistare le città di Lodi e Piacenza. Francesco riuscì a scacciare i veneziani da Piacenza il 16 novembre, mentre Bartolomeo Colleoni (sottoposto dello Sforza) riusciva a scacciare i francesi dai confini occidentali dell'ex-ducato.

### Svolta

#### L'accordo di Rivoltella tra lo Sforza e Venezia

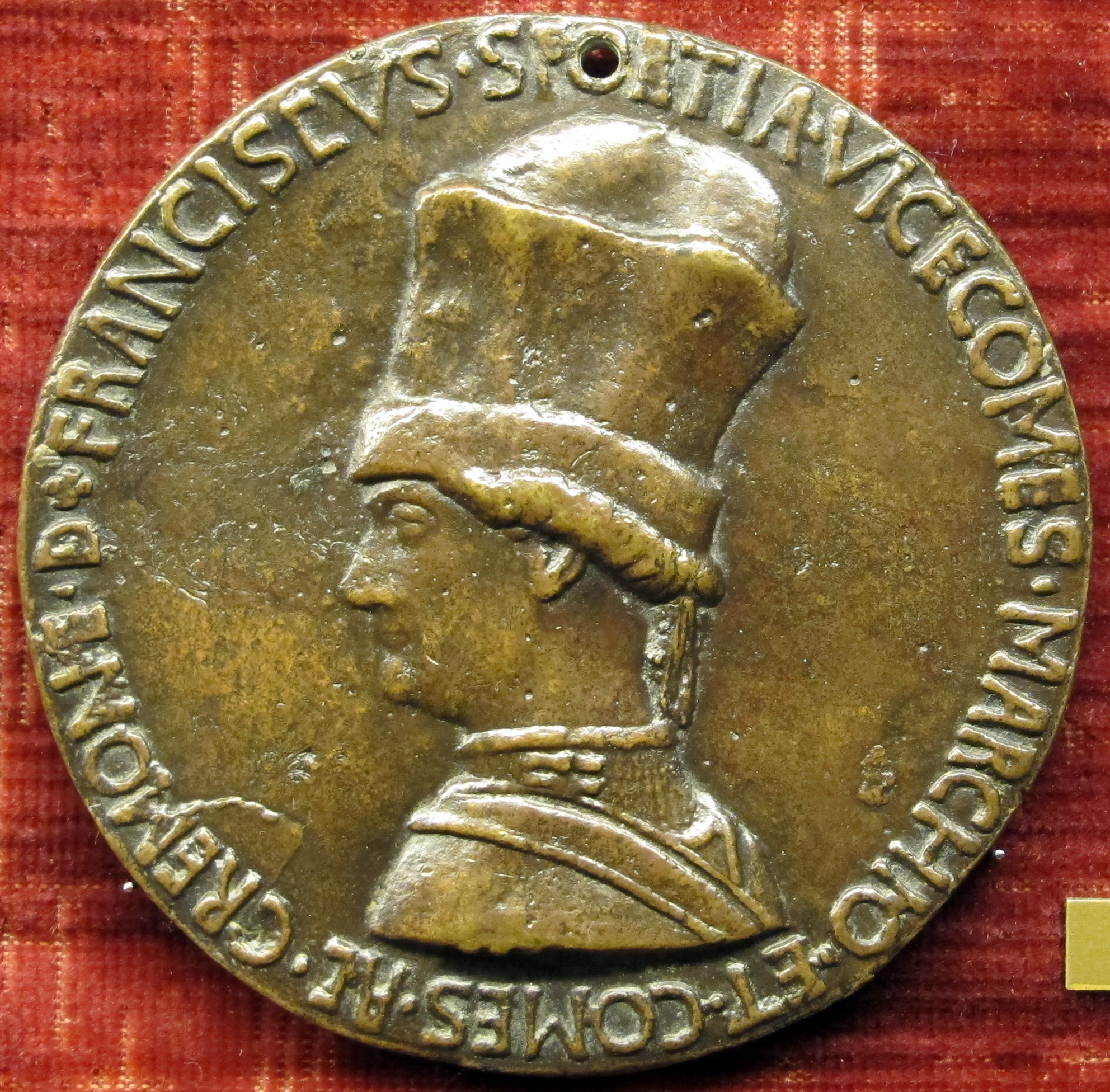
Pisanello, medaglia di Francesco Sforza

La svolta giunse il 15 settembre del 1448, quando Francesco annientò le truppe venete nella battaglia di Caravaggio. La Serenissima, ora in difficoltà, offrì allo Sforza gli aiuti per conquistare Milano, preda che il condottiero aspettava di fagocitare alla prima occasione. Con un patto stipulato a Rivoltella il 18 ottobre, pertanto, Venezia offriva aiuti militari a Francesco (6 000 cavalli, 2 000 fanti con un sussidio di 30 000 fiorini l'anno fino alla resa di Milano), chiedendogli in cambio il riconoscimento dei territori di Bergamo e Brescia. La notizia del tradimento dello Sforza gettò nel caos più completo i maggiorenti milanesi (molti dei quali già ostili allo Sforza ben prima delle sue imprese militari, quali Giorgio Lampugnano), in quanto senza truppe da muovere contro il traditore. Pertanto quest'ultimo, nel corso del 1449, riuscì a isolare progressivamente Milano: dopo aver sottomesso il 30 dicembre del 1448 Novara, nel corso dell'estate dell'anno successivo lo Sforza sottomise Melegnano, Vigevano e le restanti città ancora fedeli alla Repubblica.

#### Assedio di Milano e rottura con Venezia
Francesco giunse così, l'11 settembre 1449, fin sotto le mura di Milano (già privata dell'acqua dei Navigli per opera dello Sforza stesso), accampando il proprio esercito al di fuori di Porta Orientale e Porta Nuova, e assediandola fino al febbraio del 1450. Venezia, con un colpo di mano, strinse alleanza con la Repubblica Ambrosiana nel momento in cui lo Sforza stava assediando Milano, in quanto il doge Francesco Foscari si era reso conto che il condottiero aveva assunto troppo potere. Di conseguenza, i veneziani ingiunsero alla Repubblica Ambrosiana di mantenere quello che possedeva ancora dell'ex ducato, e a Francesco Sforza di accettare tutte le conquiste effettuate fino a quel momento, proposta che il condottiero rifiutò.

### Duca di Milano (1450-1466)

#### Conquista del potere

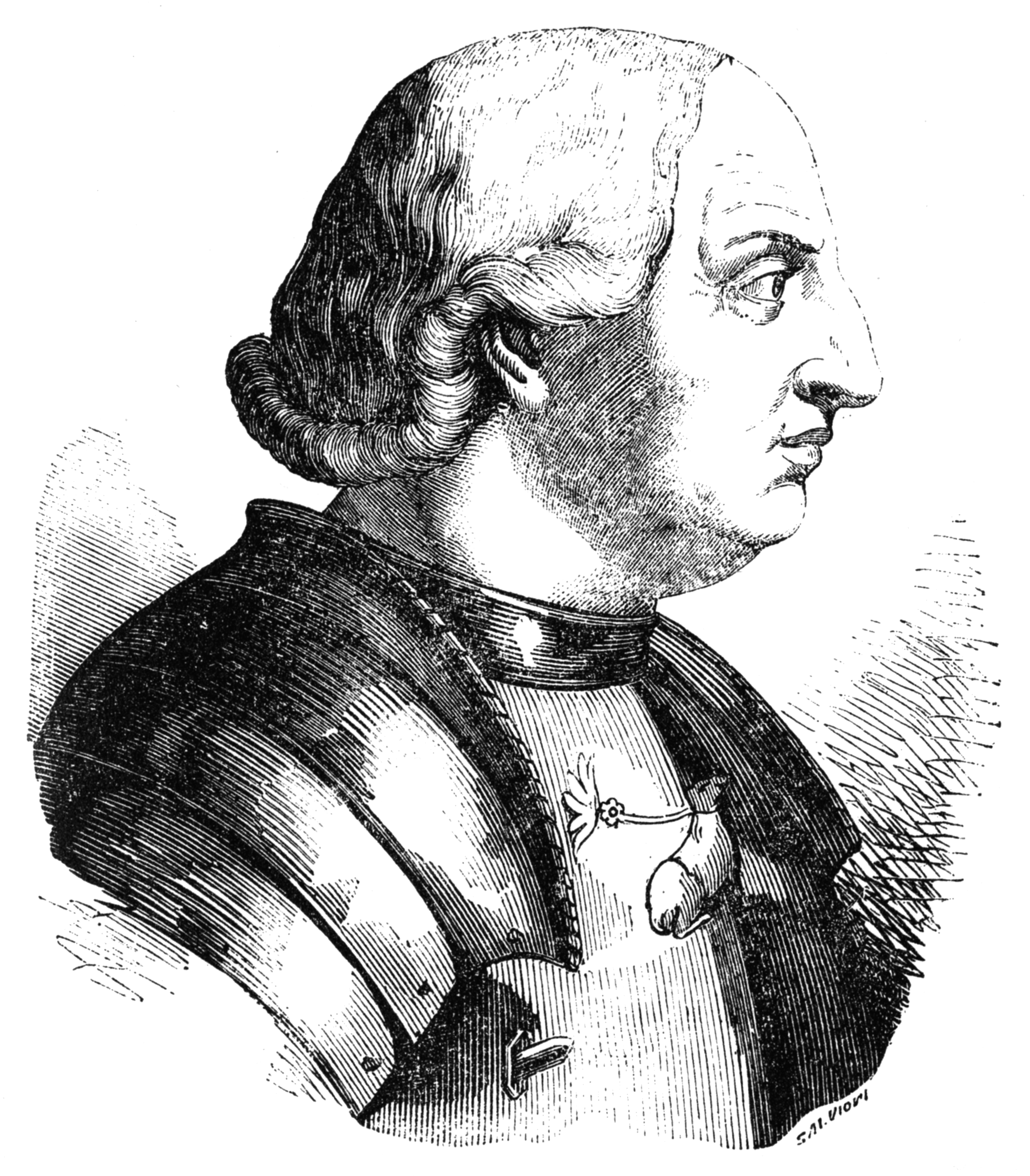
Ritratto di Francesco Sforza in una incisione ottocentesca, da Cesare Cantù, Grande illustrazione del Lombardo-Veneto, Milano, Corona e Caimi Editori, 1858

In questo altalenarsi di vicende, il popolo meneghino, stanco dall'ambigua condotta dei suoi governanti e stremato dalla carestia, si ribellò il 25 febbraio 1450, aprendo le porte al nuovo duca della città, carica in cui fu confermato ufficialmente il 25 marzo 1450 tra ali festanti di folla, grazie anche all'influenza che Gaspare da Vimercate (Vimercati) ebbe sull'animo dei milanesi. I rappresentanti della città consegnarono allo Sforza, infatti, potestatem, dominum et ducatum annexum, cioè la potestà, la signoria e il ducato unito assieme.

#### Politica estera

##### Guerra contro Venezia

###### Fronte delle alleanze
Francesco non poté assaporare subito i frutti della sua splendida conquista: Venezia, che sperava di eliminare dalla cartina geografica un rinnovato e potente Stato lombardo con le condizioni di pace dell'autunno 1449, si ritrovava invece ora un Ducato riunificato sotto lo scettro dello Sforza. La guerra risultò inevitabile per la Serenissima, ma ci vollero due anni prima dell'inizio delle manovre militari vere e proprie, a causa dell'intensa politica estera condotta da ambo le parti per sostenere le proprie pretese.
Francesco poteva contare sul sostegno di Firenze, di Ludovico Gonzaga, di Sante Bentivoglio e di papa Niccolò V, d'altro canto doveva scontrarsi con una potente coalizione che, oltre a Venezia, al Marchesato del Monferrato e al Ducato di Savoia, era composta da altri tre Stati estremamente potenti: il Regno di Francia, quello di Napoli e il Sacro Romano Impero. Nel primo caso, Carlo VII sosteneva le pretese della casa cadetta degli Orlèans, in quanto discendenti di Valentina Visconti; il re di Napoli Alfonso d'Aragona aveva mire su Genova ed era intenzionato a estendere il controllo sul sud della Toscana; l'imperatore Federico III d'Asburgo non intendeva riconoscere lo Sforza come Duca di Milano, in quanto soltanto l'imperatore poteva investire qualcuno del Ducato, fatto per cui Francesco veniva visto come un usurpatore.

###### Diplomazia di Cosimo de' Medici

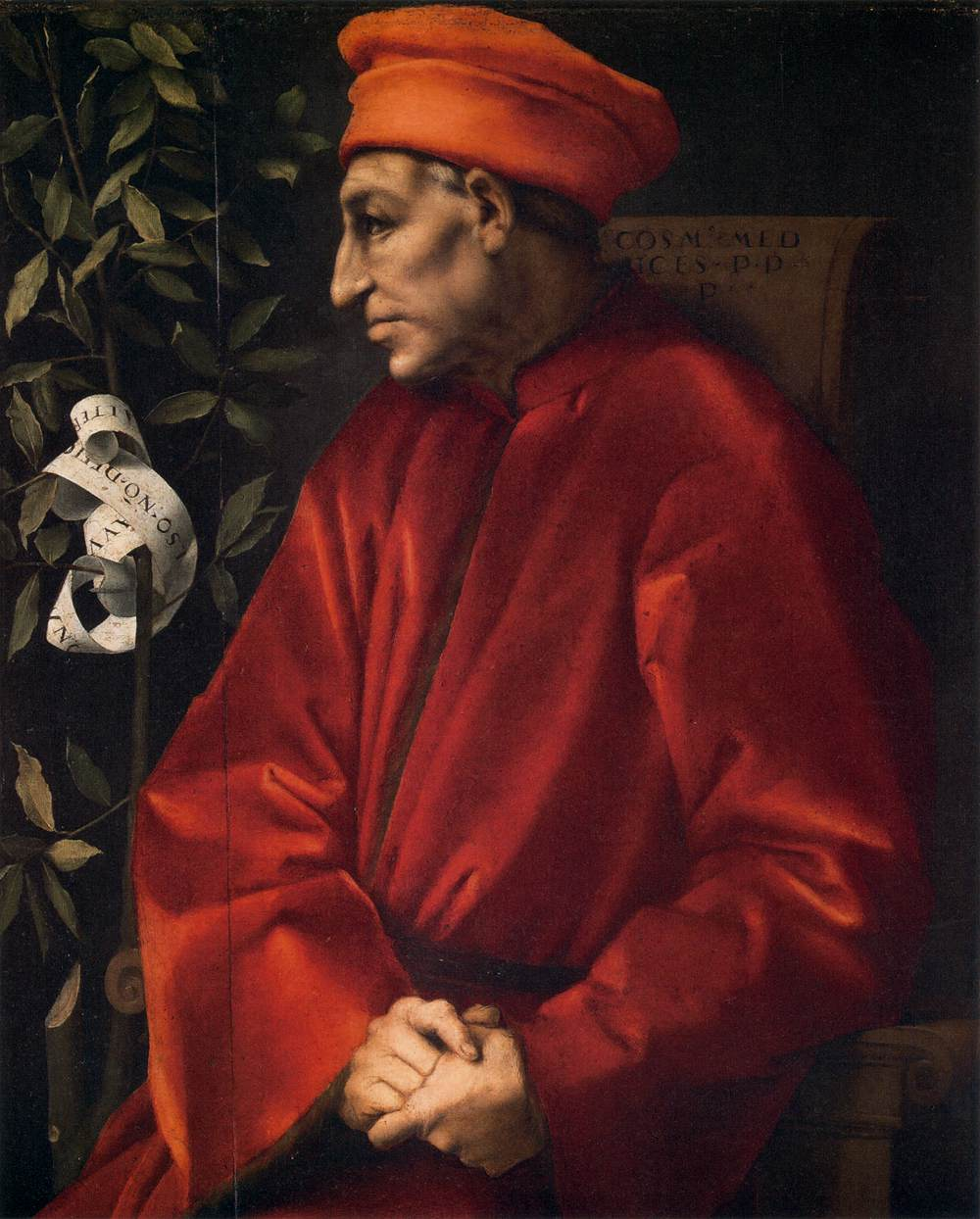
Jacopo Pontormo, Ritratto di Cosimo il Vecchio, 1520 ca, olio su tavola, Galleria degli Uffizi, Firenze. Cosimo de' Medici (1389-1464), abilissimo politico e banchiere munifico, fu l'artefice finanziario dell'ascesa politica di Francesco Sforza.

Il principale sostenitore dello Sforza restava comunque Cosimo de' Medici. Oltre ai già ricordati legami d'amicizia che si erano instaurati negli anni quaranta, sia lo Sforza sia il Medici avevano tutto da guadagnare da un'alleanza tra Milano e Firenze. Cosimo temeva infatti che Venezia si rafforzasse troppo sulla terraferma e che venisse meno l'influenza economica del Banco dei Medici in territorio milanese; inoltre, gli interessi che la Serenissima stava dimostrando nei confronti dei mercati orientali preoccupava seriamente Cosimo. La lega antisforzesca tentò di porre fine all'alleanza tra Firenze e Milano, espellendo i mercanti fiorentini dai loro Stati (2 giugno 1451), ma ottenne l'effetto contrario: Cosimo si strinse ancor di più allo Sforza e, grazie all'abilità del Medici, Carlo VII abdicò alle pretese degli Orléans e si riconciliò con Francesco (febbraio 1452), in quanto il monarca francese rivelò la sua preoccupazione per le mire di Alfonso V su Genova.

###### Manovre belliche (1452-1454)
Estromesso il regno transalpino dalle manovre belliche italiane, la guerra scoppiò definitivamente il 16 maggio 1452, allorché i veneziani, supportati a occidente dai principati piemontesi, invasero il Ducato attraversando l'Adda. Francesco e il fratello Alessandro Sforza riuscirono, con un'altalenante serie di successi e insuccessi, a mantenere le loro posizioni, ora arretrando ora avanzando contro il nemico. Una svolta giunse il 15 agosto 1453, allorché Francesco vinse i veneziani nella battaglia di Ghedi. In seguito, il 16 ottobre, complice l'arrivo dell'alleato Renato d'Angiò con un potente esercito, pose sotto assedio e conquistò dopo tre giorni Pontevico e il suo castello, mentre il 27 novembre conseguì un'ulteriore successo a Orzinuovi, permettendo così di recuperare tutti i territori fino ad allora conquistati dalla Serenissima, con l'eccezione di Brescia, Bergamo e Crema. In seguito al ribaltamento delle sorti, Guglielmo VIII del Monferrato, per non trovarsi alla mercé dei milanesi, stipulò una pace separata con lo Sforza (settembre). Altro fattore decisivo per la fine della guerra fu la caduta di Costantinopoli (29 maggio 1453), evento che suscitò un brivido di terrore in tutti i potentati europei, richiamati alla pace comune per fronteggiare la minaccia dei turchi.

##### Pace di Lodi (1454)

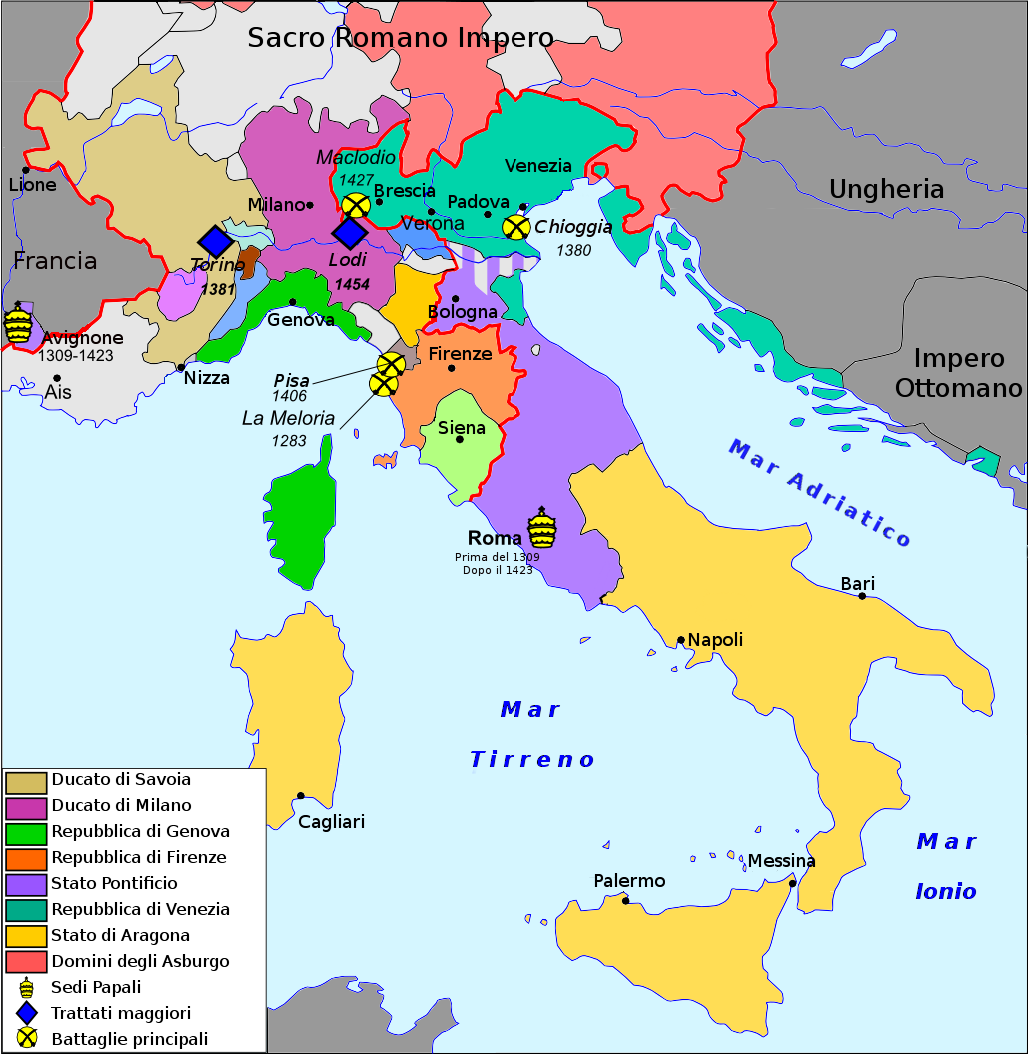
L'Italia all'indomani della firma della pace di Lodi (1454)

Pressati dal papa Niccolò V, gli Stati Italiani stipularono la famosa pace di Lodi (9 aprile 1454), firmata dal Ducato di Milano, dalla Serenissima, dalla Repubblica fiorentina, dallo Stato della Chiesa e, poi, anche dal Regno di Napoli. La Lega fu un vero e proprio capolavoro diplomatico che permetterà agli Stati italiani un periodo di pace durato fino alla discesa di Carlo VIII di Francia nel 1494, dando origine alla Lega Italica per la pace comune e la comune difesa da attacchi stranieri. Alla fine della guerra Milano manteneva Lodi e Pavia, ma perdeva tutti i possedimenti di là dall'Adda, cioè Bergamo, Crema e il bresciano, che passarono definitivamente a Venezia. Tale Lega (proclamata solennemente il 25 marzo 1455), definita anche coll'appellativo di Santissima, si prefiggeva infatti lo scopo di indire una crociata contro i turchi, aderendo all'invito prima di Niccolò V, ma soprattutto a quello lanciato dal successore Pio II nel Concilio di Mantova (1459).

##### Decennio 1455-1465
Da artefice della Lega Italica, Francesco riuscì a stabilizzare i rapporti di Milano con gli altri potentati della penisola, specialmente con Firenze e con il Papato, ma anche col vecchio nemico Alfonso di Napoli. Con quest'ultimo, infatti, lo Sforza intavolò trattative matrimoniali volte a rinsaldare i legami tra le due casate, facendo sposare la figlia Ippolita con Alfonso, duca di Calabria e principe ereditario. Al contrario, l'imperatore Federico III continuava a considerare Francesco un usurpatore perché si era impadronito del potere senza il suo consenso. Neanche l'invio a Ferrara (ove Federico soggiornava nel suo viaggio per essere incoronato a Roma) del primogenito Galeazzo Maria servì per smuovere il risoluto imperatore dai suoi propositi antisforzeschi.

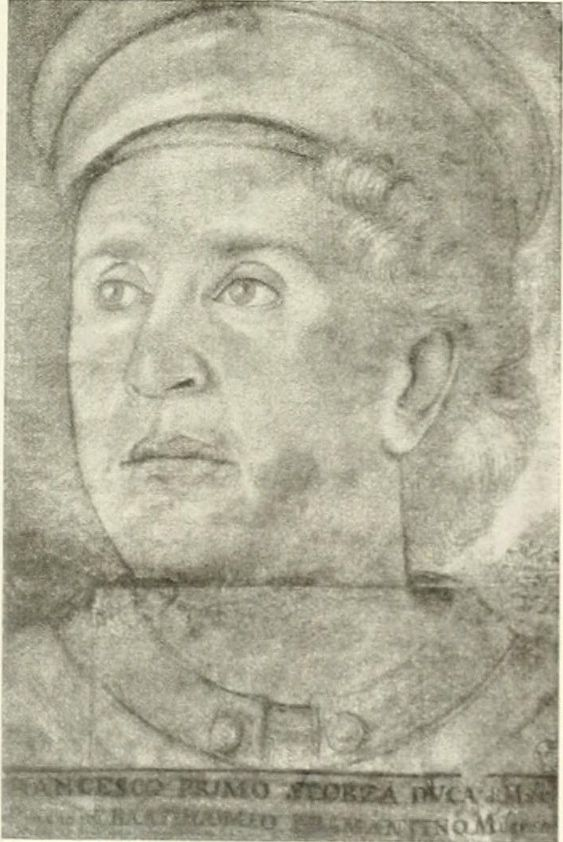
Ritratto postumo di Francesco, XVI secolo. Bartolomeo Bramantino. Galleria degli Uffizi.

Verso la fine del suo regno, Francesco cambiò anche la sua politica nei confronti della Francia. Nemico giurato di Carlo VII, Francesco, il 6 ottobre 1460, attraverso il suo plenipotenziario Prospero da Camogli, stipulò con il futuro Luigi XI di Francia, erede al trono francese ma in pessime relazioni con il padre, un trattato in base al quale Luigi avrebbe rinunciato a ogni pretesa sul suolo italiano; dal canto suo, lo Sforza l'avrebbe aiutato nella conquista del trono. Asceso al trono nel 1461, Luigi non volle inizialmente acconsentire al patto con il Duca di Milano ma, pressato da Enrico IV di Castiglia e dalla lotta con il suo potente feudatario Carlo il Temerario Duca di Borgogna, il sovrano decise di riconoscere le conquiste militari di Francesco Sforza in Liguria (Savona e Genova, 1464), quest'ultima dedita alla corona d'oltralpe ma ribellatasi nel 1463. Per ripagare il debito con Luigi XI (e anche per tenerselo come amico e alleato, vista la rinata potenza francese), Francesco inviò un contingente milanese a favore del monarca francese con a capo il primogenito, Galeazzo Maria, contro Carlo il Temerario.

#### Politica interna

##### Ricostruzione del Castello
L'attenzione di Francesco, appena divenne Duca di Milano, fu quella di ridare pace e stabilità allo Stato. In primo luogo, Francesco dimostrò subito di ripristinare un governo autocratico in continuità con quello visconteo, iniziando la costruzione del Castello Sforzesco sulle rovine di quello di Porta Giovia, distrutto dopo la morte di Filippo Maria. Secondo quanto riporta però lo storico settecentesco Pietro Verri, lo Sforza usò uno stratagemma psicologico per convincere i milanesi a ricostruire l'odiato simbolo del potere tirannico, convincendoli che bisognava costruire una cittadella nella città, col fine di ospitare la milizia ducale e fronteggiare così gli assalti dei veneziani, consci questi ultimi delle deboli difese milanesi.

##### Amministrazione e Cicco Simonetta

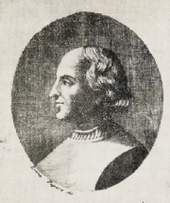
Cicco Simonetta. Amico fedele dello Sforza che lo conobbe durante la sua giovinezza in Calabria, il Simonetta si rivelò un uomo di stato eccellente e sagace

Sul fronte dell'amministrazione, lo Sforza creò la Cancelleria ducale mettendovi a capo il suo segretario privato, il calabrese Cicco Simonetta, il quale doveva gestire la complessa macchina amministrativa che, tra il 1450 e il 1466, si sviluppò attraverso vari dicasteri preposti alla giustizia, all'economia e alla politica interna ed estera. Questi dicasteri, posti sotto il controllo dei funzionari che avevano servito sotto Filippo Maria, erano però soggetti all'homo novus Simonetta, capo della Cancelleria segreta, vero nuovo organo di potere degli Sforza rispetto all'apparato burocratico visconteo.

##### Politica economica
Il regno di Francesco Sforza durò soltanto sedici anni, quattro dei quali impegnati nella lotta contro Venezia. Nonostante ciò, il nuovo Duca di Milano, grazie alla collaborazione di valenti uomini di Stato, tra i quali primeggiava il Simonetta, intraprese una serie di iniziative economico-fiscali volte al risanamento dell'economia, i cui frutti si sarebbero visti negli anni dei figli Galeazzo Maria e Ludovico il Moro:
1. La plutocrazia milanese e la ripresa dell'artigianato. Il 30 gennaio 1452[99], il duca Francesco richiama a Milano, in profonda crisi socio-economica a causa di un'epidemia di peste che ha ucciso trentamila persone[75][100], tutti quegli artigiani fuggiti durante la Repubblica Ambrosiana e che erano necessari per la ripresa dell'economia cittadina. Gli artigiani, infatti, non erano ancora rientrati a Milano a causa dei creditori («...gran parte per dubio d'esser molestati ad instanza de suoi creditori per soij debiti, ali quali al presente non sono potenti a satisfare») e Francesco, comprendendo bene il loro timore, emise in questo bando che sarebbero stati protetti da eventuali angherie[99]. Come conseguenza, ne risultò la rinascita artigianale e Milano cominciò a esportare coltelli, lame e spade (oltre che tessuti pregiati)[101], che poterono ridare vigore a un'economia sfiancata da decenni di conflitto.
2. Sviluppo dei canali. Per il trasporto del commercio interno, il quale si basava sull'esportazione di zafferano, indumenti, chiodi e armi e del gelso, mentre si importavano ora i metalli (prima Milano era autosufficiente per i giacimenti metallurgici del Bresciano, ma dopo che questo passò ai veneziani, i lombardi furono costretti a importarlo)[102]. Tra i principali canali edificati dallo Sforza, si ricordano: il canale tra Milano e Binasco, realizzato nel 1457 per opera di Bertola da Novate[75] e portato a termine nel 1460[81]; e il naviglio della Martesana del 1464[75], per permettere la rinascita dei traffici commerciali tra il Ticino e Milano[2].

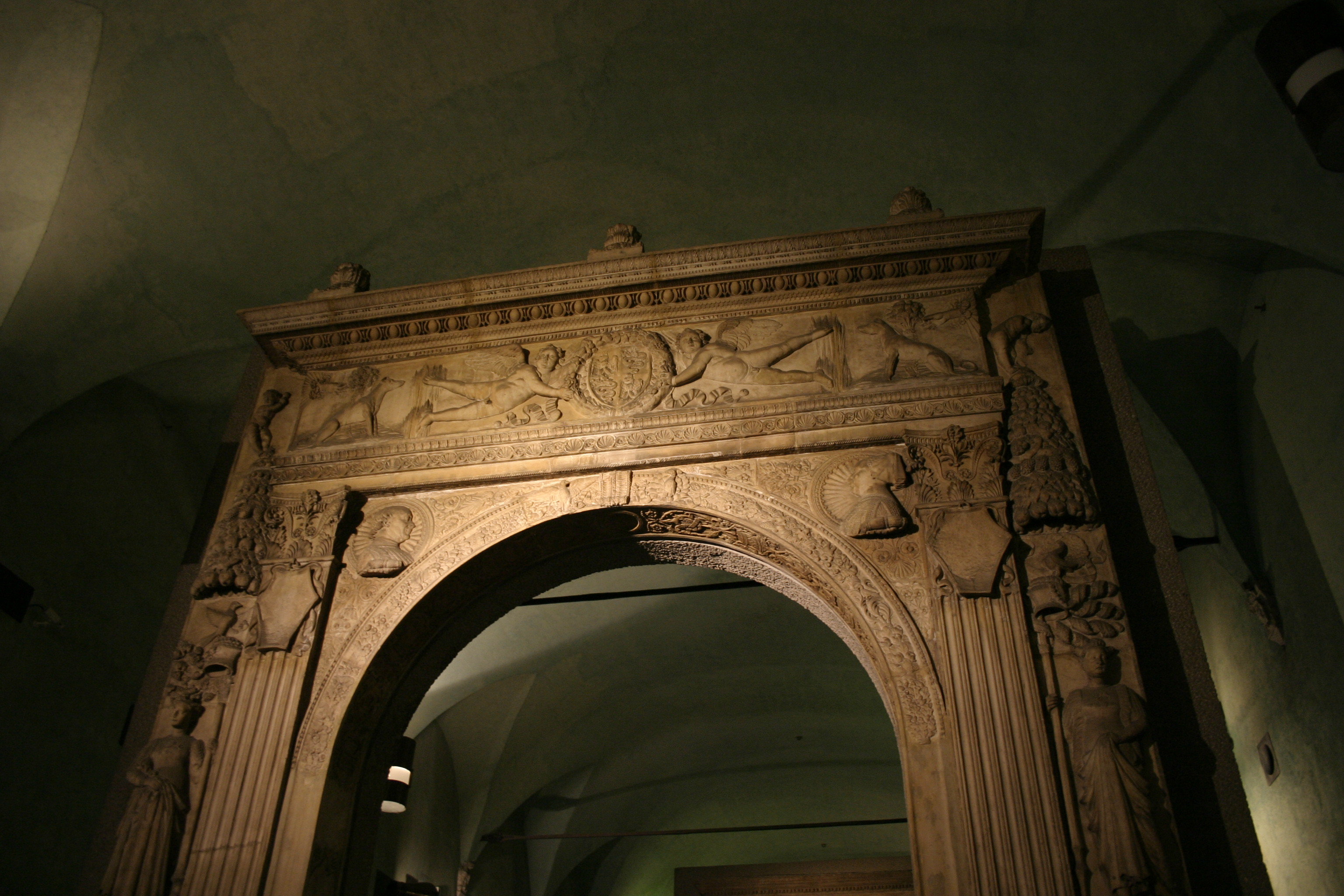
Michelozzo e Filarete, Portale del Banco Mediceo, 1463, conservato presso il Museo d'arte antica del Castello Sforzesco, Milano. Il portale d'ingresso del banco medici, qui fotografato per evidenziare i medaglioni (ai lati dell'arco) raffiguranti i duchi Francesco e Bianca Maria, fu demolito nel XIX secolo.

1. La politica agricola. Benché l'introduzione del gelso sarà ampiamente supportata sotto i suoi successori Galeazzo Maria e, soprattutto, Ludovico il Moro, Francesco Sforza promosse tale coltivazione seguendo la politica agricola del suocero Filippo Maria[103], promulgando gli statuti dei tessitori e dei mercanti nell'anno 1461[75].

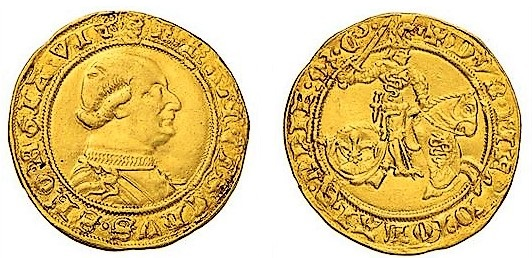
Francesco Sforza, ducato d'oro, zecca di Pavia.

1. L'alleanza finanziaria con i Medici. I buoni rapporti personali tra il Duca e Cosimo de Medici continuarono per tutti gli anni successivi: l'esercito sforzesco serviva, infatti, ai Medici per assicurarsi, in caso d'eventualità, il controllo su Firenze. In cambio, il banco mediceo avrebbe fornito il denaro a Francesco per l'opera di ricostruzione[104][105].
2. La benevolenza verso gli ebrei. I fondi medicei non erano però necessari per la ripresa dell'economia lombarda. Con saggezza e avvedutezza, Francesco Sforza accordò protezione e servigi agli ebrei nel Ducato (richiamati nel 1387 per volere di Gian Galeazzo Visconti[104]), in quanto dediti all'attività finanziaria e alla pratica dei prestiti monetari (considerata, quest'ultima, come un peccato per la Chiesa cattolica)[106].
3. Il potenziamento delle città limitrofe. Francesco si adoperò perché Milano non fosse l'unica città finalizzata alla produzione della ricchezza dello Stato, ma valorizzò con provvedimenti anche le città sottomesse perché contribuissero all'economia del Ducato[107]. Come sottolinea Daniela Pizzagalli:

(Pizzagalli, p. 105)

##### Opere architettoniche

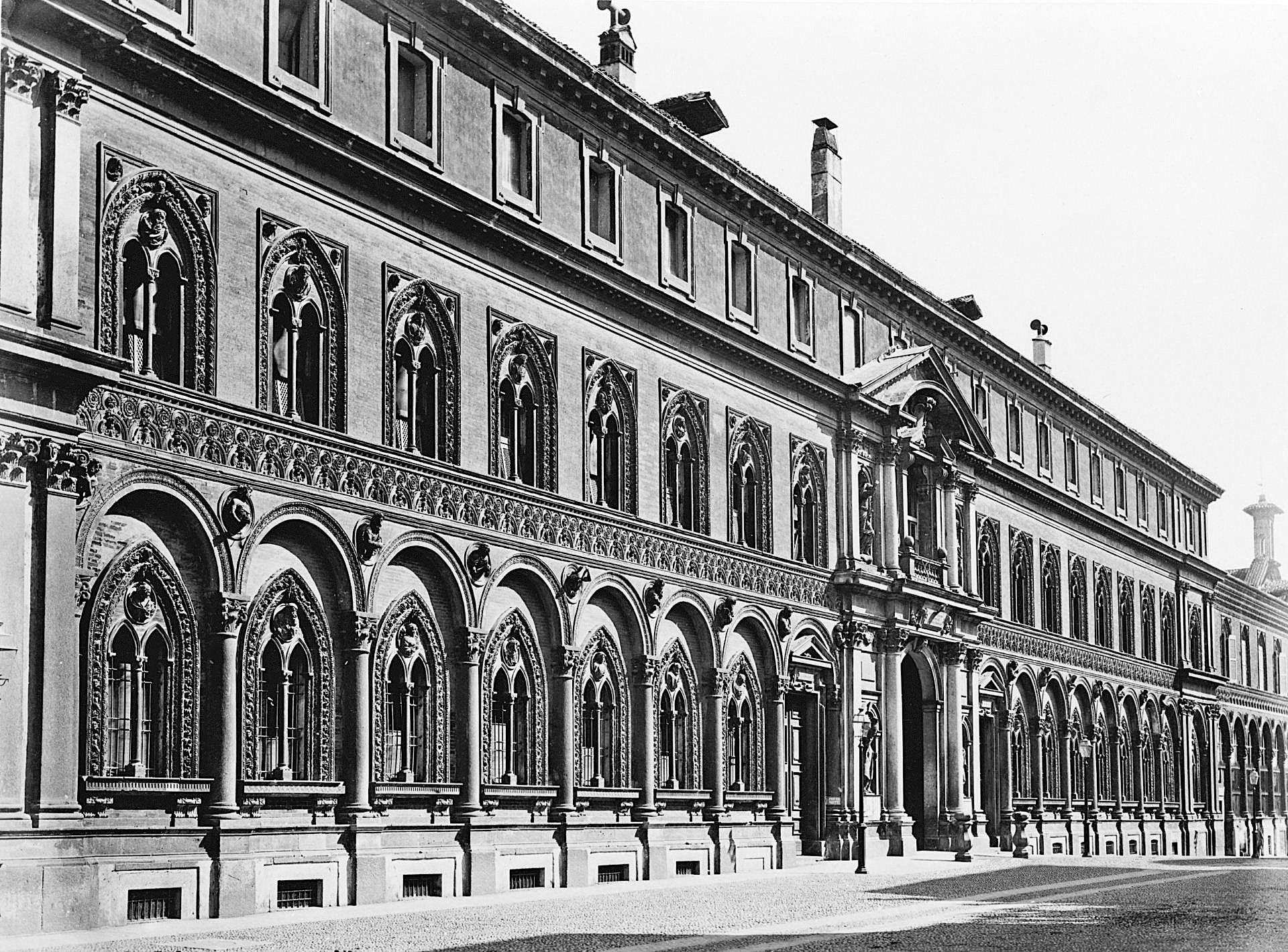
Incisione raffigurante la Ca' Granda di Milano

Francesco, in collaborazione con la sua consorte Bianca Maria, era intenzionato anche a risollevare le condizioni morali e materiali dei suoi sudditi dopo decenni di devastazione. Per cui, dopo la ricostruzione del Castello, la coppia ducale si concentrò sull'edificazione di una grande opera filantropica, cioè la Ca' Granda, quel primo grande ospedale pubblico lombardo che oggi ricopre il ruolo di sede dell'Università Statale. Sorto anche per volere dell'arcivescovo di Milano e fratello di Francesco, Gabriele Sforza, l'ospedale fu realizzato su progetto dell'architetto e umanista fiorentino Filarete, al servizio del duca in qualità di architetto ducale. L'edificio, i cui lavori iniziarono il 12 aprile del 1456, fu costruito secondo quel gusto armonico tipico del rinascimento fiorentino, e fu continuato prima da Guiniforte Solari, e poi dal genero di costui, Giovanni Antonio Amadeo, entrambi artisti lombardi che diedero all'edificio quel gusto lombardo dovuto all'utilizzo del cotto.
L'ospedale non fu solo un modello di carità, ma anche di lungimiranza: sistemi fognari adeguati, divisione in reparti degli ammalati, attenzione alla pulizia e, infine, una cappella adibita alla celebrazione eucaristica resero la Ca' Granda un ospedale avanzato sotto il profilo igienico e sanitario. Oltre alla Ca' Granda, la coppia ducale si concentrò anche sull'edilizia religiosa: in favore dell'arcivescovo Gabriele (che morirà nel 1457), fu ultimata e abbellita la chiesa di Santa Maria Incoronata grazie a Giovanni e Guiniforte Solari, annessa al monastero ove il prelato visse come monaco agostiniano e ove fu sepolto al momento del suo precoce decesso (aveva soltanto 34 anni). A fianco dell'Incoronata, Bianca Maria costruì un altro edificio di culto, dedicato a san Nicola da Tolentino. Infine, merito importante di Francesco Sforza fu il proseguimento dei lavori della Certosa di Pavia, affidati prima ai Solari, e tra il 1464 e il 1466 a Cristoforo Mantegazza.
A Cremona, a commemorazione del proprio matrimonio, la coppia ducale commissionò la ricostruzione in forme rinascimentali del monastero di san Sigismondo, la costruzione del Monastero della Colomba e la realizzazione di affreschi nella chiesa di Sant'Agostino, tra cui uno del Bembo che li rappresenta genuflessi in orazione. A ornamento del Duomo di Cremona vollero due statue in marmo di Carrara che li rappresentavano a piena figura. Trafugate come bottino di guerra dai veneziani, sono oggi conservate nel Museo civico di Vicenza.
Nel 1451 Francesco ordinò l'aggregazione di tutti gli ospedali della città in un'unica struttura, dedicata a Santa Maria della Pietà, sul modello di quanto fatto a Firenze e Siena.
Nel 1455 promosse la costruzione del barbacane, dei rivellini e del nuovo fossato del castello di Santa Croce. A partire dal 1457 fece realizzare i giardini cintati della fortezza e la fece affrescare da Bonifacio Bembo e da Cristoforo de' Moretti con scene rappresentanti soggetti sacri e profani insieme ad alcune sale dell'Arengo.

#### Politica culturale

##### Protettore degli umanisti

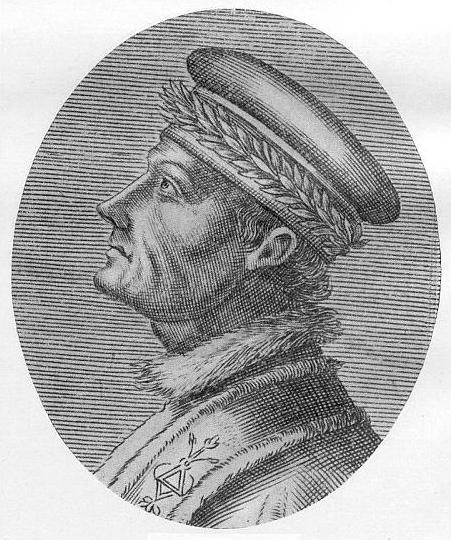
Francesco Filelfo. Soggiornò per buona parte della sua vita a Milano, al servizio di Francesco Sforza del quale fu il promotore della politica culturale umanista.

Francesco, che si era formato a Ferrara, non aveva potuto continuare gli studi a causa delle imprese belliche, e raggiungere in tal modo i livelli di un Leonello d'Este o di un Cosimo de' Medici. Tuttavia, al pari di Alfonso V d'Aragona, lo Sforza comprese l'importanza della cultura come instrumentum regni, favorendo in tal modo l'instaurazione di una cultura votata alla celebrazione del potere. Francesco, a tal proposito, oltre a proteggere artisti quali Zanetto Bugatto o Bonifacio Bembo e fratelli, chiamò alla sua corte importanti studiosi e intellettuali del movimento umanistico, tra i quali spiccarono per importanza:
1. L'umanista e pedagogo Guiniforte Barzizza, già professore di filosofia morale presso l'università di Pavia[125], assunto in qualità di precettore del primogenito Galeazzo Maria e della promettente Ippolita Maria, incarico che ricoprirà fino alla morte nel 1463[126].
2. Costantino Lascaris, dotto scampato alla caduta di Costantinopoli (1453), fu assunto da Francesco Sforza col compito di educare i suoi figli alla lingua greca. Per Ippolita Maria, il Lascaris dedicò un compendio di grammatica greca, l'Erotèmata[127].
3. Francesco Filelfo. Valente latinista e grecista, fu l'emblema dell'umanesimo cortigiano di Francesco Sforza, per il quale compose un poema epico-politico intitolato Sphortias (Sforziade, incompleto),[128] che doveva celebrare la vita di Francesco Sforza[129]. Benché opera cortigiana, Filelfo cercò di individuare le fonti orali e scritte che dovevano dare dignità alla sua opera, nel tentativo di creare la figura perfetta del princeps. Rimodellato sul modello del Pius Aeneas, Francesco Sforza è caratterizzato dalla clementia, un elemento fondamentale della trattatistica politica del XV secolo[130].
4. Pier Candido Decembrio, partigiano della Repubblica Ambrosiana, ritornò nelle grazie dello Sforza agli albori degli anni sessanta. Sulla scia del Filelfo, suo acerrimo nemico politico e culturale, scrisse una Vita di Francesco Sforza che, però, risultò molto più artificiosa di quella dedicata a Filippo Maria Visconti anni addietro[131].
5. Antonio Averlino, meglio conosciuto sotto lo pseudonimo di Filarete, viene ricordato per il contributo teorico che diede allo sviluppo dell'architettura rinascimentale attraverso la stesura del trattato omonimo. Nel Trattato, redatto in forma di dialogo tra lui (sotto il falso nome di Onitona), Francesco Sforza e Galeazzo Maria, Filarete descrive quella che per lui sarebbe la città ideale. Tale città, che doveva essere costruita in segno di omaggio e ringraziamento alla famiglia ducale, avrebbe dovuto chiamarsi Sforzinda, ma il sito non vide mai la luce a causa di forti dissapori intercorsi tra il Filarete e il duca Francesco verso la fine del ducato di quest'ultimo[132].

##### Cappella Portinari

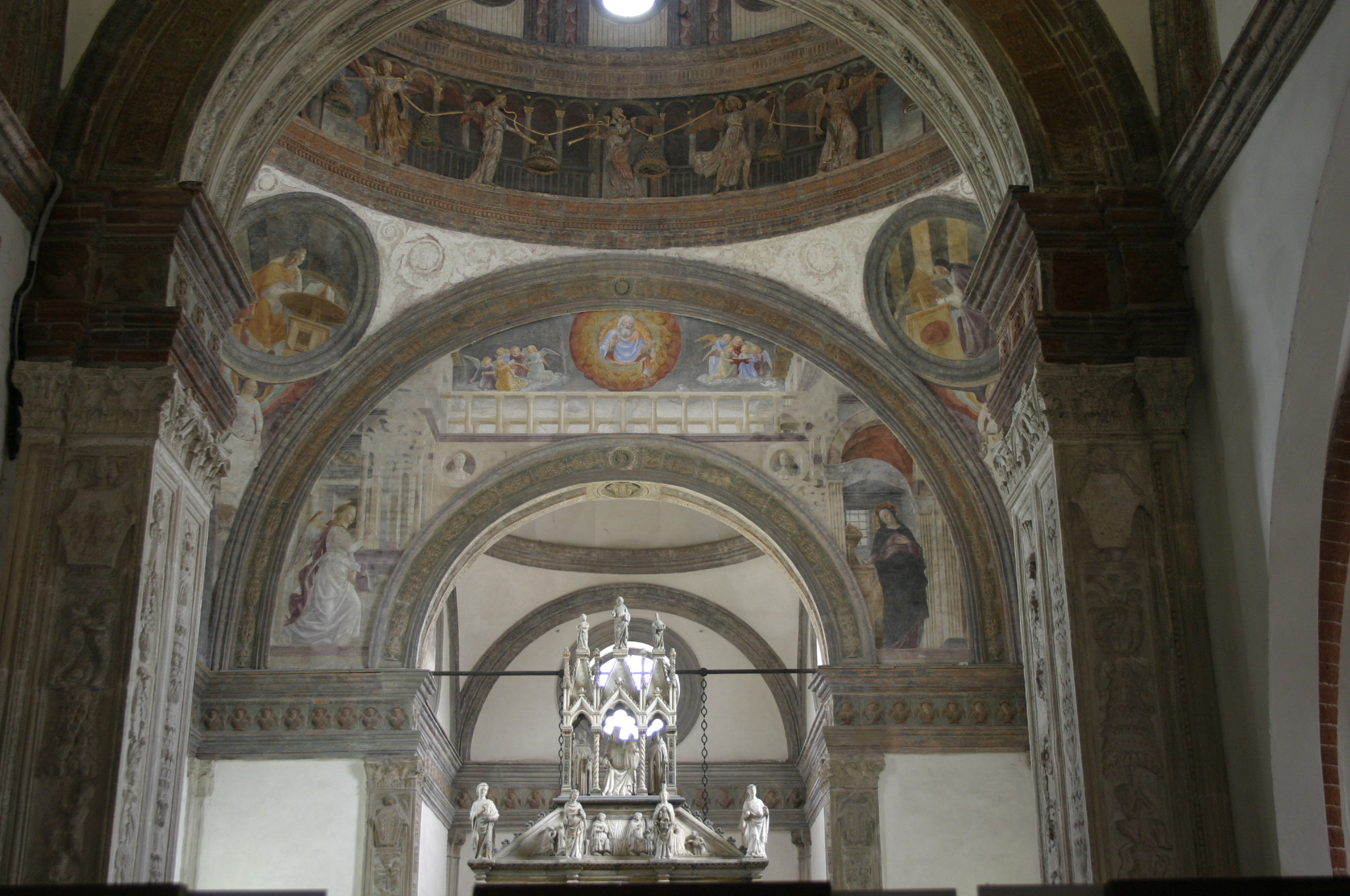
Particolare della Cappella Portinari, Basilica di Sant'Eustorgio, Milano

Edificata a fianco della Basilica di Sant'Eustorgio, nel punto in cui sorgeva un'altra cappella, la Cappella Portinari fu costruita per volere del direttore del banco mediceo Pigello Portinari (1421-1468) quale mausoleo di famiglia e in segno di devozione verso la figura di Pietro Martire. Iniziata nel 1462, la cappella fu completata nel 1468, la stessa data della morte del committente. Pregevole monumento architettonico, in cui si fonde il cotto lombardo con le innovazioni architettoniche del Brunelleschi (in riferimento alla struttura della cappella della Sagrestia Vecchia), la Cappella è decorata da affreschi di Vincenzo Foppa e risulta, così, un primo, timido tentativo di importazione delle novità architettoniche fiorentine in area lombarda.

##### Feste identitarie
Le feste identitarie erano rappresentazioni sceniche volte a consolidare, intorno a un determinato avvenimento, l'identità comunitaria di una determinata città. Nel caso di Milano, i duchi viscontei prima e sforzeschi dopo cercarono dei modelli ideologici per consolidare la loro posizione signorile in una città che, nonostante le vicende, aveva ancora una significativa coscienza comunale (basti ricordare la dedica a sant'Ambrogio da parte della Repubblica Ambrosiana). Per questo motivo, le varie feste identitarie sforzesche seguirono il modello principesco borgognone, per sottolineare il loro rango nella scala gerarchica. Con l'instaurazione del regime sforzesco, il principale esecutore di questa politica culturale e ideologica fu, almeno sotto Francesco, il segretario Cicco Simonetta. Questi, nel 1457, allestì in nome del rione di Porta Comasina (cui lui apparteneva) un palco davanti al Duomo, in cui furono messe in scena le vicende di Cristo con i tre regni ultraterreni, presentazione cui Francesco e la duchessa Bianca Maria presenziarono.
Altri esempi di feste identitarie usate a fini politici sotto il governo di Francesco sono quella del 1453, in cui fu messo in scena uno spettacolo sulla figura di Coriolano mentre il Duca era impegnato a combattere contro i veneziani, e quella del 1458 intitolata Demonstrazione della Chiesa vacante (a cura questa volta della comunità che risiedeva intorno a Porta Vercellina), in cui si esalta l'elezione a sommo pontefice di Pio II, amico di lunga data di Francesco Sforza e che in gioventù era stato prevosto della Basilica di San Lorenzo.

### Ultimi anni e morte

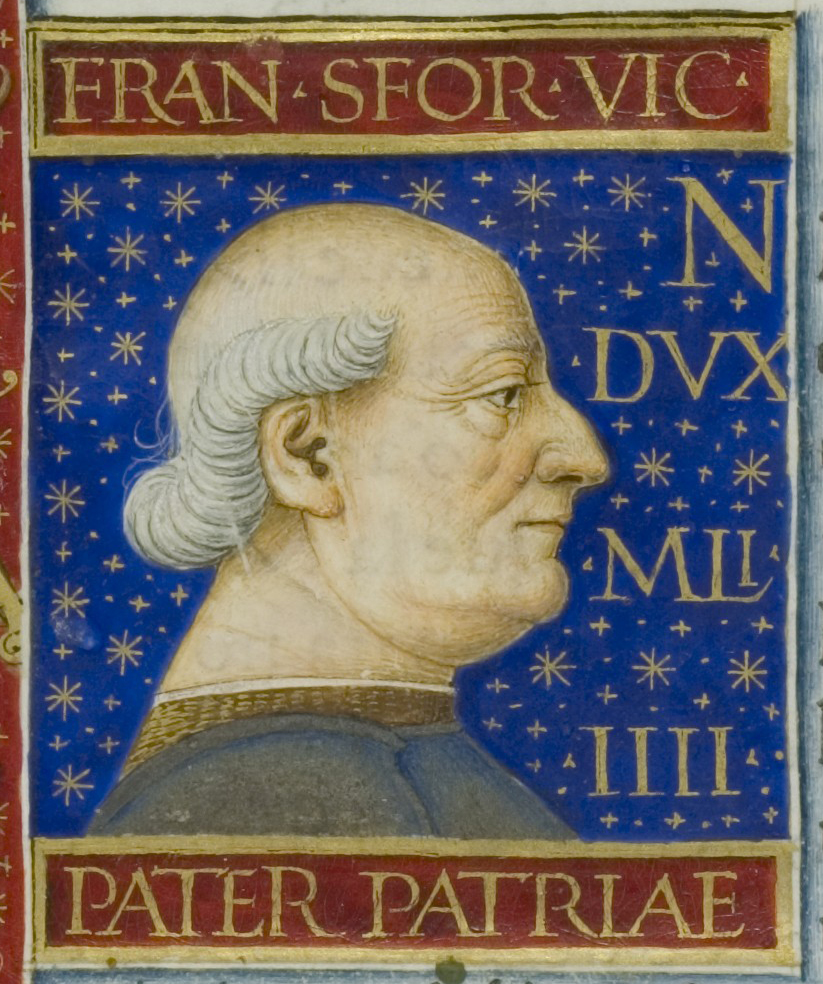
Giovanni Pietro Birago, Particolare di Francesco Sforza, miniatura, tratto dalla Sforziade di Francesco Filelfo

La salute del Duca, a partire dai primi anni sessanta, si fece sempre più precaria: nel dicembre del 1461 fu colpito sia dalla gotta sia dall'idropisia che da tempo l'affliggevano cronicamente. La riacutizzazione fu tale che si temette per la sua vita, ma già a metà gennaio del 1462 i medici lo dichiararono fuori pericolo. Nonostante ciò, Francesco non si riprese più del tutto dalla crisi di quegli anni. Oltre a questi problemi di salute, lo Sforza fu angustiato dalla morte dell'amico Cosimo de' Medici e da quella di Pio II, avvenute rispettivamente il 1º e il 15 di agosto del 1464, due figure chiave per il mantenimento dell'equilibrio della Lega Italica. Francesco Sforza morì l'8 marzo 1466 nella corte dell'arengo, dopo due soli giorni di malattia, a causa di un decisivo attacco d'idropisia, mentre il figlio Galeazzo Maria si trovava ancora in Francia al servizio di Luigi XI. Per tre giorni i sudditi resero omaggio alla salma del duca. Francesco Sforza fu poi traslato nel Duomo, ove le sue spoglie vennero sepolte. Nel XVI secolo la sua tomba venne rimossa per ordine del cardinale Carlo Borromeo e successivamente i suoi resti vennero dispersi.

## L'eredità
Ammirato in vita e celebrato da Giovanni Simonetta nella sua Rerum gestarum Francisci Sfortiae, Francesco Sforza fu compianto universalmente nella morte per il buon governo da lui lasciato, dando pace e prosperità al lacerato potentato lombardo. Pietro Verri, raccogliendo le testimonianze di Bernardino Corio e di Cicco Simonetta, ne ritrae il carattere di principe e uomo perfetto, saggio e avveduto:
(Verri, p. 75)

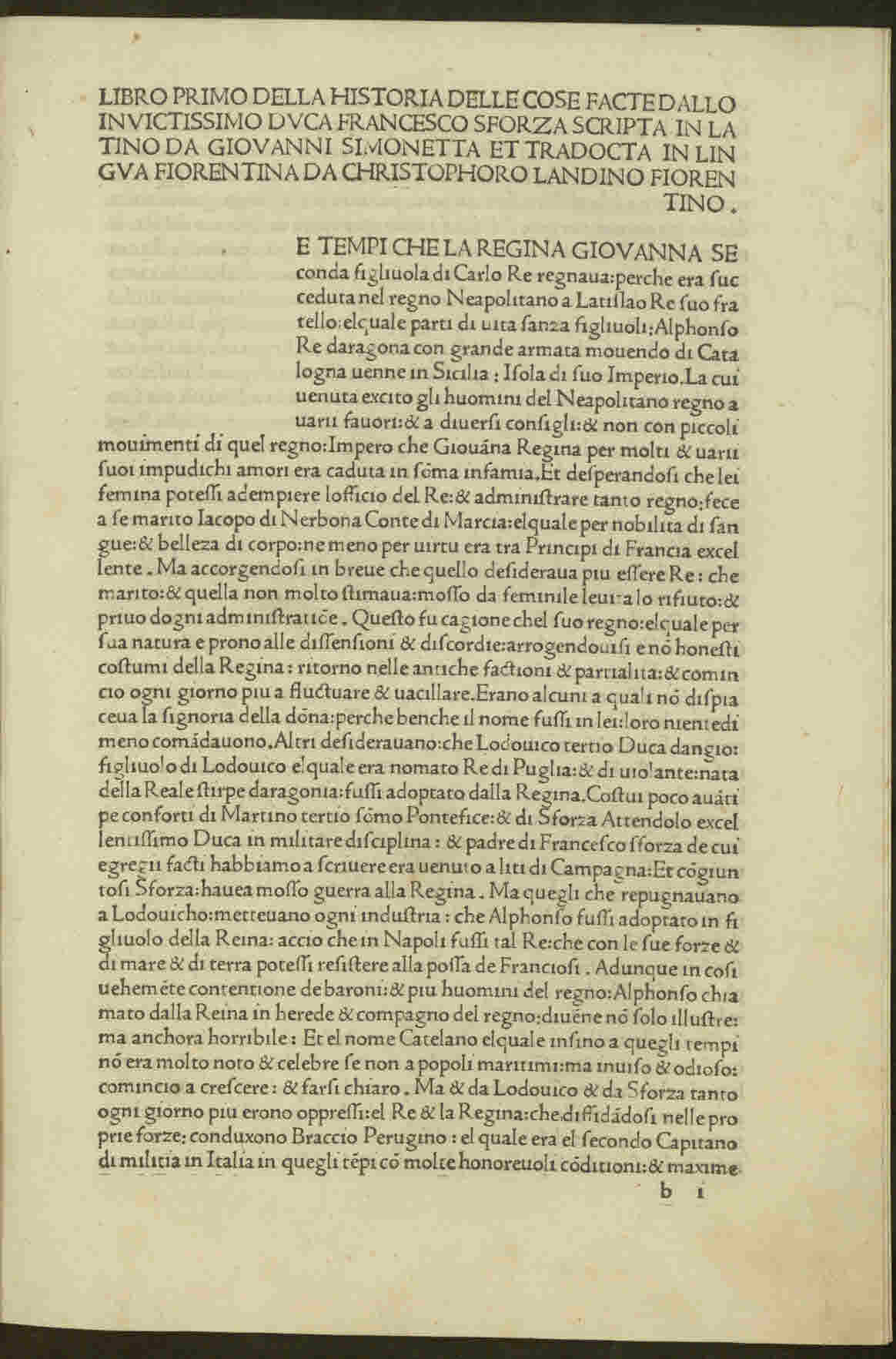
Giovanni Simonetta, Rerum gestarum Francisci Sfortiæ, 1490

La sua memoria era ancora viva nei primi anni del XVI secolo, se il Machiavelli lo prese come modello di principe che conquistò il potere con la sua virtù (in contrapposizione a Cesare Borgia che ci riuscì grazie alla fortuna), nel suo De Principatibus (italianizzato con il nome de Il principe):
(Machiavelli, p. 20)
Nei secoli successivi, figure stravaganti ed eccelse quali Lorenzo il Magnifico e Isabella d'Este, o ambigue e crudeli quali Cesare Borgia gettarono ombra sulla figura di questo grande condottiero e saggio statista, il cui merito è stato quello di aver dato energia nella pragmatica ricostruzione dello Stato e del potere ducale e nel porre le basi della potenza famigliare nelle generazioni successive.
Nel XIX secolo, lo storico lombardo Cesare Cantù, nella sua Storia di Milano, ricorda velocemente il susseguirsi delle personalità ducali sul trono meneghino, tra le quali spicca per importanza e buon governo proprio lo Sforza. Nonostante avesse preso Milano per fame nel 1450, «Francesco volse ogni opera onde far dimenticare la violenta origine del suo dominio, e riconciliarsi i popoli con quel modo ch' è unico valevole, il beneficarli», e per la sua politica interna ed estera, volta a mantenere la pace, il Cantù non esitò a definirlo uno dei migliori principi.

## Ascendenza
|                        |   |                  | Genitori |  |  | Nonni              |  |  | Bisnonni        |  |
|                        |   |                  |          |  |  | Giovanni Attendolo |  |  | Muzio Attendolo |  |
|                        |   |                  |          |  |  | Giovanni Attendolo |  |  | Muzio Attendolo |  |
|                        |   | …                |          |  |  | Giovanni Attendolo |  |  |                 |  |
| Muzio Attendolo Sforza |   |                  |          |  |  | Giovanni Attendolo |  |  |                 |  |
|                        |   | Elisa Petraccini | …        |  |  |                    |  |  |                 |  |
|                        |   | Elisa Petraccini | …        |  |  |                    |  |  |                 |  |
|                        |   | Elisa Petraccini | …        |  |  |                    |  |  |                 |  |
| Francesco Sforza       |   | Elisa Petraccini |          |  |  |                    |  |  |                 |  |
|                        | … | …                |          |  |  |                    |  |  |                 |  |
|                        | … | …                |          |  |  |                    |  |  |                 |  |
|                        | … | …                |          |  |  |                    |  |  |                 |  |
| Lucia Terzani          | … |                  |          |  |  |                    |  |  |                 |  |
|                        |   | …                | …        |  |  |                    |  |  |                 |  |
|                        |   | …                | …        |  |  |                    |  |  |                 |  |
|                        |   | …                | …        |  |  |                    |  |  |                 |  |
|                        |   | …                |          |  |  |                    |  |  |                 |  |

## Matrimoni e discendenza

### Figli legittimi
- Primo matrimonio nel 1418 con Polissena Ruffo († 1420)[154]:
  - Antonia Polissena († 1420), morta in fasce.
- Secondo matrimonio nell'aprile 1424[155] con Maria Caldora, figlia del condottiero Giacomo Caldora (duca di Bari e gran connestabile del Regno di Napoli)[156]. Il matrimonio verrà annullato verso la fine del 1430[157] da papa Martino V[158].
- Terzo matrimonio il 25 ottobre 1441 con Bianca Maria Visconti[48][159]:
  - Galeazzo Maria (1444-1476), duca di Milano dal 1466 al 1476;
  - Ippolita Maria (1445-1488), sposò nel 1465 Alfonso di Aragona;
  - Filippo Maria (1449-1492), conte di Corsica e Pavia;
  - Sforza Maria (1451-1479), duca di Bari;
  - Ludovico Maria detto "il Moro" (1452-1508), duca di Bari e di Milano;
  - Ascanio Maria (1455-1505), vescovo di Pavia, cardinale;
  - Elisabetta Maria (1456-1472);
  - Ottaviano Maria (1458-1477), conte di Lugano.

### Figli illegittimi
Ebbe poi un numero imprecisato di figli illegittimi (gli storici affermano 35 figli), tra questi:
- Tristano (* Genova 1424 о 1429[161] - Milano 11 luglio 1477), Signore di Saliceto, Noceto e Lusurasco (investito il 30 agosto 1466), Cavaliere Aurato, sposò il 28 ottobre 1454 Beatrice d’Este, figlia naturale e legittimata di Niccolò III Marchese d’Este e Signore di Ferrara, già vedova di Niccolò da Correggio, Conte di Correggio;
- Isotta (?-1481), che sposò il condottiero Giovanni da Tolentino (?-1470), figlio di Niccolò Mauruzi da Tolentino e fu al servizio dei duchi di Milano[162];
- Lucia (? - post 1474), monaca;
- Polidoro (Ancona, 1445 - Milano, 9 marzo 1475), sposò Antonia Malaspina (ante 1450 - post 1466), figlia del marchese Spinetta di Verrucola;
- Antonia[163] (Lodi, 1448 - Cremona, 1516), monaca e badessa del convento di Sant'Agostino con il nome di Bona Francesca[164];
- Fiordelisa Maria Sforza[165] (1453-1522), sposò nel 1473 Guidaccio Manfredi (?-1499 ca.), mercenario, figlio di Taddeo Manfredi, signore di Imola;
- Bianca Francesca, badessa del monastero di Santa Monica di Cremona;[166]
- Griselda (Milano 1452 - ivi 1501);
- Beatrice (Milano, 1455 - Pavia, 1493);
- Ottaviano (Milano, 1461 - Firenze, 1513);
- Elisa[167]

Da Elisabetta de Prata:
- Giulio (Milano, 1463 - ivi 1495), Abate di Santa Maria della Scala a Milano, sposò Margherita Grassi, figlia di Tommaso Grassi, Patrizio di Milano[168]

Da Brigida Caimi:
- Giovanni Maria (Milano, 1461 - Pavia, 1510 o 1513), arcivescovo di Genova dal 1498[169]

Da Giovanna d'Acquapendente (Giovanna fu l'amante ufficiale di Francesco tra la morte della prima moglie e il matrimonio con Bianca Maria Visconti):
- Polissena, morta nella prima infanzia;
- Polissena (Fermo, 1428 - Rimini, 1449), 29 aprile 1442 o 23 marzo 1443 sposò Sigismondo Malatesta;
- Sforza (1430-1433);
- Sforza Secondo (Grottamare, 1433 o 1435[171] - 1491[171] o Piacenza, post 1501), primo conte di Borgonovo dal 1451, Governatore Generale di Parma nel 1483, Governatore di Piacenza nel 1484, Patrizio Napoletano del Seggio di Montagna dal 1501, 1451 sposò Antonia Dal Verme, figlia di Luigi Conte di Sanguinetto e di Luchina Bussone;
- Drusiana (Falconara, 30 settembre 1437 - Sulmona, 29 giugno 1474), sposò 1. Giano Fregoso nel 1447, Doge di Genova, Consignore di Sarzana, Brugnato, Sanzanello, Castelnuovo di Magra, Santo Stefano di Magra, Falcinello e Ameglia 2. Jacopo Piccinino il 12 agosto 1464, Marchese di Borgonuovo, Val Tidone, Ripalda, Borgo Val di Taro e Somaglia, Conte di Pellegrino Parmense, Venafro e Compiano, Signore di Castelvisconti, Castell’Arquato, Fiorenzuola d’Arda, Candia Lomellina, Villata, Frugarolo, Sogliano e Sulmona

## Stemma
| Stemma | Descrizione |
| ------ | --- |
| \| \|  | Francesco Sforza, Duca di Milano Inquartato: nel primo e nel quarto, d'oro all'aquila spiegata di nero, lampassata di rosso e coronata del campo; nel secondo e nel terzo, d'argento alla biscia viscontea ondeggiante in palo d'azzurro, coronata d'oro, ingollante un fanciullo di carnagione. |
|        | |

## Cultura di massa
Francesco Sforza appare come personaggio secondario nella serie televisiva I Medici, dove è interpretato da Anthony Howell.